# Pernille Harder
Pernille Harder (ur. 15 listopada 1992) – duńska piłkarka, kapitan reprezentacji Danii, zawodniczka Chelsea grająca na pozycji napastniczki, uczestniczka Mistrzostw Europy 2013 i 2017. Srebrna medalistka Mistrzostw Europy w 2017 roku.

## Sukcesy

### Klubowe

#### Linköpings
- Mistrzostwo Szwecji: 2016
- Puchar Szwecji: 2014, 2015

#### Wolfsburg
- Mistrzostwo Niemiec: 2016/17, 2017/18, 2018/19, 2019/20
- Puchar Niemiec: 2016/17, 2017/18, 2018/19, 2019/20
- Finał Ligi Mistrzyń UEFA: 2017/18, 2019/20

### Reprezentacyjne
- Wicemistrzostwo Europy: 2017

### Indywidualne
- Przełomowa piłkarka roku w Danii: 2010
- Piłkarka roku w Danii: 2012, 2015, 2016, 2017, 2018, 2019
- MVP ligi szwedzkiej: 2015, 2016
- Napastniczka roku w lidze szwedzkiej: 2015, 2016
- Król strzelców w lidze szwedzkiej: 2016
- Drużyna roku według FIFPro: 2017
- Drużyna gwiazd Mistrzostw Europy: 2017
- Drużyna sezonu Ligi Mistrzyń UEFA: 2016/17, 2017/18, 2018/19, 2019/20
- Drużyna roku według IFFHS: 2017, 2018
- Król strzelców w lidze niemieckiej: 2017/18, 2018/19
- Piłkarka sezonu według UEFA: 2017/18, 2019/20
- Napastniczka sezonu Ligi Mistrzyń UEFA: 2019/20
- Piłkarka roku w Niemczech: 2020